# Helius neocaledonicus
Helius neocaledonicus är en tvåvingeart som beskrevs av Alexander 1945. Helius neocaledonicus ingår i släktet Helius och familjen småharkrankar. Inga underarter finns listade i Catalogue of Life.